# Bela Vista do Toldo
Bela Vista do Toldo é um município brasileiro do estado de Santa Catarina. Localiza-se à latitude 26º16'24" sul e à longitude 50º27'52" oeste, com altitude de 752 metros.
Sua população estimada em 2008 era de 6.111 habitantes, distribuídos em 527,82 km² de área.

## História
O local onde hoje fica a cidade de Bela Vista do Toldo era um sertão, com muita araucária, erva mate, riquezas naturais e animais selvagens, habitado somente por Índios. Esses indígenas foram levados para Tocantins em 1886, por Augusto Kuchler que veio da Alemanha e foi contratado pelo Governo para amansar os índios da região. Mesmo assim, outros indígenas acabavam sempre estando no local, estando em busca da caça e da pesca e atrás dos pinheirais na época do pinhão.
Luiz Damaso da Silveira e seu genro  Estanislau Schumann estiveram entre os primeiros a se instalar no local que denominaram Bela Vista do Toldo, pela presença de toldos indígenas. 
Antes da Guerra do Contestado, iniciada em 1912, a região onde hoje fica Bela Vista do Toldo era passagem de tropeiros que transportavam gado, couro e charque do Rio Grande do Sul para São Paulo e Minas Gerais. Ali eles paravam para descansar e, por volta da penúltima década do século XIX foram surgindo pequenos povoados pela região, que hoje formam as comunidades do município fundado por Damaso da Silveira e Schumann.

## Bairros/localidades
- Lagoa do Sul
- Centro
- Tira Fogo
- Arroio Fundo
- Imbuia
- Gralha
- Rio dos Poços
- São Sebastião dos Ferreiras
- São Roque
- Serra da Lagoa
- Serra dos Borges
- Serra do Lucindo
- Rio Bonito
- Passo do Tatu
- Rio da Areia de Baixo
- Rio da Areia de Cima
- Pinhalzinho
- Ribeirão Raso
- Colônia Ouro Verde
- Vila Poloninsk
- Barreiros
- Entre-Rios